# John Färngren

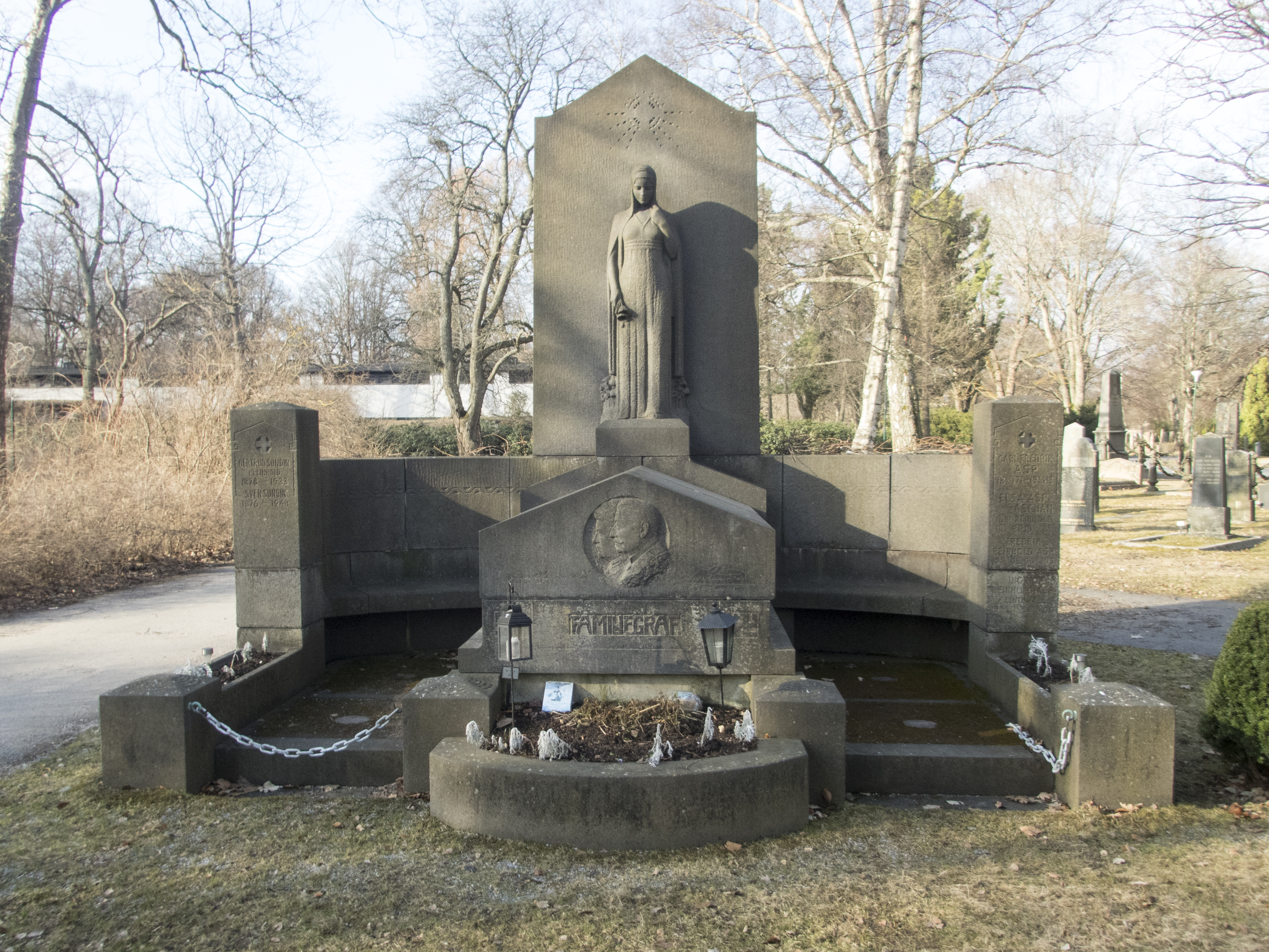
Gravskulptur för Reinholdska familjegraven, 1911.

Johan (John) August  Färngren, född 27 november 1884 i Stockholm, död där 27 april 1960, var en svensk skulptör, ciselör, silversmed och lärare.
Han var son till urmakarmästaren Johan Fredrik Färngren och Anna Sophia Waldius och från 1919 gift med Anna Augusta Svensson. Färngren studerade vid Tekniska skolan 1900-1903 och vid Högre konstindustriella skolan 1903-1906. Han avlade sitt gesällprov som silversmed med ett par drivna barockfat i koppar och en fristående skulptur föreställande en långhårig jakoxe i brons. Han företog därefter studieresor till England, Tyskland och Italien samt tillsammans med Olof Ahlberg och bröderna Aron och Gustaf Sandberg till Frankrike där han fick möjlighet att studera vidare för Jean-Antoine Injalbert. Senare följde studieresor till bland annat England, Nederländerna och Österrike samt på stipendium från Konstakademin till Tyskland och Italien. Han medverkade i den Baltiska utställningen i Malmö 1914, Världsutställningen i San Francisco 1915 där han tilldelades en silvermedalj för ett karaktärsfullt granithuvud av Harriet Bosse som Monique. Han genomförde en retrospektiv utställning på Hantverkshuset i Stockholm 1950. Efter hemkomsten från sin första Parisresa arbetade han som medhjälpare vid några av Theodor Lundbergs många monumentala arbeten, och senare var han medhjälpare till Carl Westman vid utsmyckningen av Stockholms rådhus. Hans största betydelse har han haft som silversmed där han har tillverkat ett stort antal praktpokaler, brudkronor och altaruppsatser bland han övriga konstföremål märks medaljporträtt, plaketter och gravskulpturen för den Reinholdska familjegraven på Norra begravningsplatsen i Stockholm. Vid sidan av sitt eget skapande var han verksam som överlärare vid Tekniska skolan 1917-1945 och tillförordnad huvudlärare vid Konstfackskolan 1945-1947.  
Färngren är representerad vid Nationalmuseum med skulpturer av Emil Hillberg och Harriet Bosse, vid Södertälje museum med en modellrelief av Eric Dahlbergmonumentet i Turinge, Myntkabinettet, Konstfackskolan och Dramatiska teatern.